# Илагала
Илагала (суахили и англ. Ilagala) — небольшой город и община (ward / shehia) на западе Танзании, на территории области Кигома. Входит в состав округа Увинза.

## Географическое положение
Город находится в западной части области, к востоку от озера Танганьика, к северу от реки Малагараси, на высоте 763 метров над уровнем моря.
Илагала расположена на расстоянии приблизительно 33 километров к юго-юго-востоку (SSE) от города Кигома, административного центра провинции и на расстоянии приблизительно 1052 километров к западу-северо-западу (WNW) от столицы страны Дар-эс-Салама.

## Население
По данным официальной переписи 2012 года численность населения Илагалы составляла 47 026 человека, из которых мужчины составляли 49,7 %, женщины — соответственно 50,3 %.

## Транспорт
Ближайший аэропорт расположен в городе Кигома.